# Kaeso Fabius Vibulanus
Kaeso Fabius Vibulanus († 477 v. Chr.) war ein mehrmaliger Konsul (484, 481 und 479 v. Chr.) der frühen römischen Republik und entstammte der Patrizierfamilie der Fabier.

## Geschichtlicher Hintergrund
Da über die frühe Epoche der römischen Republik, als Kaeso Fabius lebte, nur wenig bekannt war, schmückten die während der späten Republik schreibenden Annalisten die dürren Berichte ihrer Vorgänger mit erfundenen oder konstruierten Details aus und lieferten somit ein ziemlich unzuverlässiges Bild der alten Zeiten Roms. Aus diesen ausführlicheren, aber eben wenig vertrauenswürdigen Berichten schöpften noch heute vorhandene Darstellungen der Historiker Titus Livius und Dionysios von Halikarnassos. Man muss ihre Erzählungen daher mit äußerster Vorsicht auf ihren historischen Kern untersuchen. Der etwas vor Livius schreibende Diodor erwähnte Kaeso Fabius zwar nur kurz, benutzte aber ältere und damit zuverlässigere Annalisten.
Die drei Brüder Quintus, Kaeso und Marcus Fabius Vibulanus werden in dieser Reihenfolge zweimal hintereinander (485, 484, 483 bzw. 482, 481, 480 v. Chr.) als Konsuln genannt, so dass jeweils einer von ihnen in jedem Jahr zwischen 485 und 479 v. Chr. das höchste Staatsamt bekleidete. Der Vater der drei Brüder, Stammvater des Geschlechts der Fabier, soll ebenfalls Kaeso Fabius Vibulanus geheißen haben. 477 v. Chr. sollen fast alle Angehörigen der Fabier, angeblich 300, in einer Schlacht gegen die Veienter gefallen sein. Um den geschichtlichen Zusammenhang nicht zu sehr zu zerreißen, sind hier die Schicksale aller drei Brüder gemeinsam dargestellt.

## 485 v. Chr.
Als Quintus Fabius zum ersten Mal (gemeinsam mit Servius Cornelius Maluginensis Cossus) 485 v. Chr. das Konsulat antrat, fand während seiner Amtszeit der Untergang des Spurius Cassius Vecellinus statt. Angeblich waren in diesem Jahr Kaeso Fabius und Lucius Valerius Quästoren, strengten gegen Cassius einen Hochverratsprozess an und erreichten so seine Hinrichtung. Friedrich Münzer nimmt an, dass dieser Bericht erst von sehr späten Annalisten in die Darstellung vom Ende des Cassius hineingewoben wurde, gibt aber die Möglichkeit zu, dass der Aufstieg der Fabier kausal mit der Beseitigung des Cassius verknüpft gewesen sein kann.
Außenpolitisch erwähnenswert ist ein Einfall des Konsuls Quintus Fabius in das Reich der Volksstämme der Aequer und Volsker. Die dabei erbeuteten Reichtümer wurden zur Auffüllung des Staatsschatzes verkauft. Während Livius diese Handlung den Quintus Fabius vornehmen lässt, der dadurch bei den Römern unpopulär geworden sei, verkauften laut dem hier anachronistisch erzählenden Dionysios die Quästoren die geraubten Schätze; und im Gegensatz zu Livius berichtet Dionysios später, dass Quintus Fabius wegen seiner guten Amtsführung 482 v. Chr. wieder zum Konsul gewählt worden sei.

## 484 v. Chr.
Kaeso Fabius wurde 484 v. Chr. mit Lucius Aemilius Mamercus zum ersten Mal Konsul. Laut Livius und Dionysios sollen in diesem Jahr deshalb keine Volksunruhen ausgebrochen sein, weil der hier in den Vordergrund gerückte Lucius Aemilius gegen äußere Gegner, besonders die Volsker, Krieg geführt habe, ohne allerdings viel auszurichten. Da aber der vom zuverlässigeren Diodor erwähnte Sieg über Tusculum, den Koalitionspartner der Aequer, in den Kriegsberichten des Livius und Dionysios nicht vorkommt, hält ihn Münzer für gänzlich unhistorisch.

## 483 v. Chr.
Nachdem Marcus Fabius 483 v. Chr. sein erstes Konsulat (zusammen mit Lucius Valerius Potitus) angetreten hatte, kam es nach Livius zu kriegerischen Handlungen mit den Veientern und Volskern. Erstere erwähnt Dionysios in seiner ausführlicheren Erzählung zwar nicht, bringt dafür aber viele andere Erfindungen. So berichtet er über die angebliche Behinderung von Rekrutierungen durch den Tribunen Gaius Maenius und den absichtlich schlechten Kriegseinsatz der Soldaten aufgrund ihres Hasses auf den Kommandanten, den Konsul Lucius Valerius, wegen dessen Beteiligung am Prozess gegen Spurius Cassius; auch sollen Streitigkeiten die Konsulwahlen verzögert und ein Interregnum bewirkt haben. Laut Münzer sind alle diese Angaben erfunden.

## 482 v. Chr.
Der älteste Bruder Quintus Fabius erhielt 482 v. Chr. zum zweiten Mal das höchste Staatsamt Roms (zusammen mit Gaius Iulius Iullus). In diesem Jahr dürfte Rom tatsächlich gegen die Aequer und Veienter gekämpft haben, offenbar nicht sehr erfolgreich, da die Aequer nach Dionysios einen Ort namens Ortona eroberten (nach Livius erst 481 v. Chr.); auch die Veienter konnten auf römisches Territorium vordringen. Wegen dieser schwachen Leistungen der Konsuln dürften die Darstellungen des Livius und Dionysios – in Nachahmung jener der spätrepublikanischen Annalisten – so kurz ausgefallen sein.

## 481 v. Chr.
Unter dem zweiten Konsulat des Kaeso Fabius, das er 481 v. Chr. zusammen mit Spurius Furius Medullinus Fusus innehatte, soll laut Livius erstmals ein Tribun Rekrutierungen zu verhindern versucht haben, während dies nach Dionysios schon zum zweiten Mal stattfand. Appius Claudius riet den Konsuln laut Dionysios, die Interzession des widerspenstigen, hier Spurius Iulius genannten Tribunen durch eine solche der anderen Tribunen aufheben zu lassen. Auch nach Livius wurde auf diese Weise gegen den hier als Spurius Licinius bezeichneten Tribunen bereits 481 v. Chr. vorgegangen, als Tipp des Appius Claudius aber erst im Bericht zum nächsten Jahr erzählt.
Spurius Furius kämpfte erfolglos gegen die Aequer, während Kaeso Fabius gegen die Veienter zu Felde zog und, da seine Soldaten ihn hassten und daher nicht vollen Einsatz zeigten, ebenfalls keine großen Siege erringen konnte. Aus demselben Grund, warum die Soldaten schon Lucius Valerius 483 v. Chr. nicht folgten, nämlich wegen seiner Unterstützung zur Vernichtung des Spurius Cassius, sollen sie laut Dionysios diesmal Kaeso Fabius unbeliebt gefunden und daher mangelhaft gekämpft haben. Da Livius später gerade umgekehrt die Kriegsunlust der Römer beim Kampf gegen den anderen großen Feind dieser Jahre, die Aequer, meldet, muss man schließen, dass die ältesten Annalisten die Feldzüge noch ohne Aufteilung der einzelnen Kommandos auf die Konsuln erwähnten, sondern dies erst von späteren Historikern willkürlich vorgenommen wurde, so dass diese Details ihrer Berichte nicht mehr miteinander übereinstimmten und überhaupt als unhistorisch zu verwerfen sind.

## 480 v. Chr.
Erneut soll ein Tribun mit dem unwahrscheinlichen Namen Tiberius Pontificius 480 v. Chr. während des zweiten Konsulates des Marcus Fabius (dessen Amtskollege Gnaeus Manlius war) sein Veto gegen die Rekrutierung von Truppen eingelegt haben, ohne damit durchzudringen.
Es gab auch 480 v. Chr. wieder einen Kriegszug gegen verschiedene Stämme der Etrusker, besonders die Veienter. Die Berichte der erhaltenen Annalisten darüber sind zwar ausführlich und im Wesentlichen gleichlautend, enthalten aber meistens wieder nur historisch wertlose Ausschmückungen. Angeblich ereigneten sich anfangs aus Sicht der Römer etliche böse Omina und fürchteten die Konsuln außerdem den von ihren Soldaten in früheren Jahren gezeigten Ungehorsam, doch habe das Heer nach heftigen feindlichen Attacken volle Kampfeslust und Treue gegen seine Führer geschworen. Keine Seite habe die Schlacht schnell entscheiden können, aber die fabischen Brüder sollen großartige Leistungen erbracht haben, wobei der älteste, Quintus Fabius, sowie der Konsul Gnaeus Manlius umgekommen seien. Nach langem Kampf hätte die römische Armee schließlich gewonnen, aber Marcus Fabius den ihm als Konsul zustehenden Triumph aus Trauer nicht abgehalten. Immerhin sei das mutige Auftreten der Fabier von der Plebs so gut aufgenommen worden, dass ihre frühere Abneigung in Wohlwollen umschlug.
Manche Forscher glauben, dass dieser Kriegsbericht letztlich auf eine vom ältesten Geschichtsschreiber Quintus Fabius Pictor aufgezeichnete Familientradition seines Geschlechts zurückgeht. Dagegen nimmt Münzer an, dass fast alle Details erst von späteren Annalisten zur besseren Erklärung der innen- und außenpolitischen Ereignisse in die dürre Überlieferung eingebaut wurden und als tatsächlicher Kern nur die ständigen, meist für die Römer ziemlich erfolglosen Kriege gegen die Etrusker, die Daten der Konsulate der drei fabischen Brüder und der Tod des Konsuls Gnaeus Manlius 480 v. Chr. auszumachen sei, während das Ableben des Quintus Fabius im gleichen Jahr aus der Tatsache gefolgert werden konnte, dass im nächsten Jahr (479 v. Chr.) nicht er, sondern sein jüngerer Bruder Kaeso Fabius zum dritten Mal Konsul wurde.

## 479 v. Chr.
Dieses dritte Konsulat trat Kaeso Fabius zusammen mit Titus Verginius Tricostus Rutilus an. Nach Dionysios gab es Anfang dieses Jahres ein Interregnum, nach Livius dagegen wollte Kaeso Fabius gleich zu Beginn seines dritten Konsulats die Plebejer mit den Patriziern aussöhnen, indem er den Wünschen der niederen Stände entgegenzukommen suchte, was aber missglückte.
Ohne Erfolg kämpfte Kaeso Fabius gegen die Aequer, während Titus Verginius bei einem Feldzug von den Veientern sogar eingekreist wurde, sich aber mit Unterstützung des rechtzeitig angerückten Kaeso Fabius retten konnte. Nun plünderten aber die Veienter römische Territorien.

## Tod der Fabier in der Schlacht am Cremera
Nach der antiken Berichterstattung wurde das gesamte fabische Geschlecht 477 v. Chr. während eines Kampfes gegen die Veienter am Fluss Cremera ausgerottet; nur ein Knabe, Quintus Fabius Vibulanus, habe überlebt, da er wegen seiner Jugend in Rom geblieben sei, und habe dann die Dynastie der späteren Fabier begründet. Diodor liefert dazu den ältesten Bericht, nach dem die römische Armee in dieser Schlacht eine vernichtende Niederlage erlitt und sich unter den Gefallenen auch 300 Fabier befanden. Im Gegensatz dazu sei dieser Kampf nach den Darstellungen bei Livius und Dionysios eine Privatfehde der Fabier und ihrer Klienten gewesen, während die regulären konsularen Heereskontingente nicht mitgekämpft hätten. Dementsprechend wird hier der Märtyrertod der Fabier für ihre Heimat stark aufgewertet.
Livius beginnt seine Darstellung der Katastrophe der Fabier damit, dass diese Adelsfamilie freiwillig und allein den Abwehrkrieg gegen die Veienter führen wollte, um sie an ihren ständigen Raubzügen zu hindern. Noch 479 v. Chr. verließen 306 Fabier und deren Klienteltruppen mit dem Konsul Kaeso Fabius an der Spitze Rom durch den rechten Torbogen der Porta Carmentalis. Dann wählten sie einen Ort unweit des Cremera als Stützpunkt zur Grenzverteidigung gegen das benachbarte Veji aus. Von dort aus unternahmen sie 478 v. Chr. zuerst zusammen dem Konsul Lucius Aemilius Mamercus, dann allein Züge gegen die römischen Feinde, hielten diese allein und erfolgreich in Schach und konnten sogar das gegnerische Territorium ausrauben. 477 v. Chr. gerieten sie aber bei einem Plünderungszug in eine Falle und wurden trotz heftigen, zuletzt von ihrem Stützpunkt aus geleisteten Widerstandes, bis zum letzten Mann aufgerieben – mit Ausnahme des schon erwähnten Knaben. Nun konnten die Veienter Eroberungen bis zum Ianiculum machen und diesen zwei Jahre halten. Ein Konsul von 477 v. Chr. wurde außerdem im nächsten Jahr der unterlassenen Hilfeleistung für die Fabier bezichtigt; dies kann man aber nicht mit der Angabe in Einklang bringen, wonach der Konsul erst auf die Nachricht von der Katastrophe der Fabier gegen die anrückenden Veienter ziehen sollte – der einzige Widerspruch im ansonsten in sich logischen Liviusbericht. Die zahlreichen kürzeren Darstellungen späterer Autoren stimmen alle mit Livius überein.
Die längste Erzählung zum Untergang der Fabier findet sich bei Dionysios. Er beziffert das Gefolge der 306 patrizischen Fabier auf insgesamt 4000 Mann, die 479 v. Chr. unter der Leitung des Marcus Fabius Rom verließen, während sein Bruder Kaeso Fabius mit dem konsularischen Heer bis zum Ende seiner Amtszeit gegen die Veienter kämpfte und sich erst 478 v. Chr. seiner Familie anschloss. Der Bericht über den Krieg und die Ausrottung der Fabier wird ausschließlich in das Jahr 477 v. Chr. gesetzt, während ja Livius auch über Kämpfe der Fabier im Jahr 478 v. Chr. erzählt. Das Ende des Patriziergeschlechts bringt Dionysios in zwei Varianten. Nach der ersten, von Dionysios als unglaubwürdig abgelehnten Version wurden die nur schlecht bewachten Fabier auf dem Weg nach Rom zur Darbringung eines Opfers in eine tödliche Falle gelockt, während die zweite von Dionysios angenommene Variante sich mit dem Bericht des Livius ziemlich deckt. Vor allem kritisiert Dionysios auf rationalistische Weise, dass nur ein Knabe überlebt haben soll.
Umstritten ist, ob der Bericht Diodors als älteste erhaltene und von den jüngeren am stärksten abweichende Darstellung auch der glaubwürdigste ist. Münzer lässt diese Frage offen. Immerhin besteht die Möglichkeit, dass während der Zeit der älteren römischen Republik die Adelsgeschlechter noch selbstständig Krieg führen durften, ihn aber wohl doch mit den anderen Patrizierfamilien abstimmen mussten. Dagegen sind die Unterschiede der beiden von Dionysios gebrachten Varianten nur geringfügig und eine von ihnen entspricht sowieso, wie bereits gesagt, nahezu gänzlich der Darstellung des Livius.
Manche Einzelheiten der Berichte des Livius und Dionysios kann man als aitiologische Sagen erweisen. So glaubte man, dass man nicht durch den rechten Torbogen der Porta Carmentalis herausgehen sollte, weil früher jemand, der diesen Weg gewählt hatte, auf immer verschwunden sei, und bezog diesen Aberglauben auf die Fabier. Ähnlich galt der Tag der Fabierkatastrophe, dessen Datum man aber nicht kannte, als Unglückstag, und aus Livius ist zu schließen, dass er später mit dem 18. Juli gleichgesetzt wurde, weil sich an diesem (bekannten) Tag die Niederlage in der Schlacht an der Allia (um 390 v. Chr.) ereignet hatte. Vielleicht wurden auch manche Einzelheiten des Kampfes des Spartanerkönigs Leonidas in der Schlacht bei den Thermopylen gegen die Perser (480 v. Chr.) in die Sage des Fabierunterganges übernommen, vielleicht diente sie für Annalisten, die sich im Staatsrecht auskannten, als illustratives Beispiel zum Plädoyer gegen privat geführte Kriege. Die gesamte Entstehungsgeschichte der Berichte über den Fabierzug, vor allem deren Einheitlichkeit, ist aber nicht geklärt. So kann als historische Tatsache nur der Untergang dieses bedeutenden Geschlechts im Krieg gegen die Veienter festgehalten werden.
Der Dichter Gustav Freytag bearbeitete 1859 die Geschichte in der Tragödie Die Fabier dramatisch.